# Płomienniczek trocinowy
Płomienniczek trocinowy (Flammulaster limulatus (Fr.) Watling) – gatunek grzybów należący do rzędu pieczarkowców (Agaricales).

## Systematyka i nazewnictwo
Pozycja w klasyfikacji według Index Fungorum: Flammulaster, Tubariaceae, Agaricales, Agaricomycetidae, Agaricomycetes, Agaricomycotina, Basidiomycota, Fungi.
Po raz pierwszy opisał go w 1818 r. Elias Fries, nadając mu nazwę Agaricus limulatus. Obecną, uznaną przez Index Fungorum nazwę, nadał mu Roy Watling w 1967 r. Niektóre inne synonimy:
- Flammula limulata (Fr.) Weinm. 1879
- Flammulaster limulatoides P.D. Orton 1984
- Flocculina limulata (Fr.) P.D. Orton 1960
- Phaeomarasmius limulatus (Fr.) Singer 1962

Feliks Teodorowicz w 1936 r. podał polską nazwę płomiennica skośnogłowa, Władysław Wojewoda w 2003 r. zaproponował nazwę płomienniczek trocinowy.

## Morfologia
Trzon
Średnica 10–55 mm, wypukły, czasami płasko-wypukły z podwiniętym brzegiem, czasami z lekko wklęsłym środkiem. Jest higrofaniczny; w stanie wilgotnym na środku głęboko pomarańczowo-brązowy, na brzegu nieco jaśniejszy i bardziej żółty. Powierzchnia całkowicie pokryta małymi, ziarnistymi łuseczkami nadającymi mu aksamitny wygląd.
Blaszki
Około 45 z blaszeczkami (l = 3–5), średnio gęste, wykrojono--przyrośnięte, nie lub lekko wybrzuszone, o szerokości do 5 mm, początkowo ochrowo-żółte lub brązowożółte, z wiekiem bardziej brązowe, z bardzo drobnym, kłaczkowatym, bladym lub brązowym brzegiem.
Trzon
Wysokość 10–55 mm, grubość 1–6 mm, cylindryczny, często spłaszczony, pusty. Powierzchnia na szczycie złocistożółtobrązowa, poniżej z niewyraźną, rdzawobrązową strefą pierścieniową lub całkowicie rdzawobrązowa, w górnej części luźno kłaczkowato-włóknista, w dolnej części wzdłużnie grubowłóknista.
Miąższ
W kapeluszu dość gruby, tej samej barwy co powierzchnia, w trzonie we wszystkich częściach ciemniejszy od powierzchni. Smak niewyraźny, zapach słaby, mączny, grzybowy.
Cechy mikroskopowe
Bazydiospory 7,5 – 8,5 × 3,5–5 μm, Q = 1,7–1,9, w widoku z boku z zaokrąglonym wierzchołkiem, niektóre elipsoidalne lub podłużne, w widoku z przodu 3,5–5,5 μm, Q = 1,65-1,85, elipsoidalne do podłużnych, z wyraźną porą kiełkową, brązowe i grubościenne. Podstawki 20–27 × 5–8 μm, 4-zarodnikowe, brązowe. Cheilocystydy 11–42 × 6–12 μm, gęsto stłoczone, cylindryczne z zaokrąglonym wierzchołkiem, wąsko maczugowate, bezbarwne do brązowych, czasami lekko grubościenne. Skórka kapelusza typu cutis, złożona z odgiętych wiązek strzępek, w postaci lekko rozszerzonych elementów, z końcowymi członami 20–50 × 8–25(– 45) μm, z brązowym, inkrustowanym pigmentem. Skórka trzonu typu cutiszłożona z luźno leżących, brązowych inkrustowanych strzępek, na szczycie z kilkoma resztkami osłony, zbudowanych z bezbarwnych, często rozgałęzionych, cylindrycznych strzępek o średnicy około 4 μm.
Odmiany
Mykolodzy wyróżnili kilka odmian tego gatunku. Powyższy opis dotyczy Flammulaster limulatus var. limulatus. Według Else Vellinga różnią się one głównie kształtem zarodników. Index Fungorum wszystkie odmiany uznaje za synonimy.

## Występowanie i siedlisko
Jest szeroko rozpowszechniony w umiarkowanych częściach półkuli północnej. W piśmiennictwie naukowym na terenie Polski do 2003 r. podano cztery stanowiska, w późniejszych latach wiele następnych. Aktualne stanowiska podaje także internetowy atlas grzybów. Znajduje się w nim na liście gatunków zagrożonych i wartych objęcia ochroną.
Nadrzewny saprotrof. Występuje w lasach i na torfowiskach na próchniejącym drewnie, zwłaszcza sosnowym. Else Vellinga podaje, że występuje w mniejszych lub większych grupach na trocinach lub na drewnie drzew liściastych lub iglastych w lasach.